# Halbritter & Schollmeyer Motorfahrzeugbau
Der Halbritter & Schollmeyer Motorfahrzeugbau war ein deutsches Unternehmen in Mühlhausen/Thüringen, das Motorräder und Automobile produzierte.

## Unternehmensgeschichte
Das Unternehmen begann 1923 mit der Produktion von Motorrädern. Als Markenname wurde das Akronym Hascho verwendet. 1926 endete die Produktion. Automobile wurden nur im Jahr 1924 angeboten bzw. hergestellt.

## Fahrzeuge

### Motorräder
Für den Antrieb sorgten zunächst Zweitaktmotoren von DKW mit wahlweise 142 oder 173 cm³ Hubraum. Ab 1925 wurden Motoren von Villiers verwendet.

### Automobile
Als einziges Modell wurde ein Kleinwagen auf der Berliner Automobilausstellung von 1924 präsentiert.